# راینباخ
شهر راینباخ (به آلمانی: Rheinbach) در ایالت نوردراین-وستفالن در کشور آلمان واقع شده‌است.